# Pragelato
Pragelato je vas v Italiji. Na zimskih olimpijskih igrah 2006 je gostovala tekmovanja v smučarskih tekih, skokih in nordijski kombinaciji.